# Lill-Rocksjön
Lill-Rocksjön är en sjö i Sollefteå kommun i Ångermanland och ingår i Nätraåns huvudavrinningsområde. Sjön har en area på 0,271 kvadratkilometer och ligger 282,1 meter över havet. Sjön avvattnas av vattendraget Rocksjöån.

## Delavrinningsområde
Lill-Rocksjön ingår i det delavrinningsområde (703435-157558) som SMHI kallar för Utloppet av Lill-Rocksjön. Medelhöjden är 336 meter över havet och ytan är 6,78 kvadratkilometer. Det finns inga avrinningsområden uppströms utan avrinningsområdet är högsta punkten. Rocksjöån som avvattnar avrinningsområdet har biflödesordning 2, vilket innebär att vattnet flödar genom totalt 2 vattendrag innan det når havet efter 95 kilometer. Avrinningsområdet består mestadels av skog (85 procent) och sankmarker (11 procent). Avrinningsområdet har 0,27 kvadratkilometer vattenytor vilket ger det en sjöprocent på 4 procent.